# NHK韮崎神山中継局
NHK韮崎神山中継局（エヌエイチケイにらさきかみやまちゅうけいきょく）は、山梨県韮崎市にあるテレビ中継局。

## 概要
- 当中継局は、山梨県の韮崎市の一部をカバーしている。

## 中継局

### デジタル放送
置局なし 韮崎穴山中継局・甲府本局などを受信する。

### アナログ放送
| 放送局名          | チャンネル | 空中線電力        | ERP               | 放送対象地域 | 放送区域内世帯数 |
| NHK甲府教育テレビ | 53ch       | 映像1w /音声250mw | 映像23w /音声5.9w | 全国         | 約-世帯          |
| NHK甲府総合テレビ | 55ch       | 映像1w /音声250mw | 映像23w /音声5.9w | 山梨県       | 約-世帯          |

## 置局住所
- 韮崎市旭町上條北割字山口